# 近成保
近成 保（ちかなり たもつ、1929年3月30日 - ）は、岡山県を登録地としていた元 競輪選手。日本競輪学校第6期生。

## 来歴
1952年に開催されたヘルシンキオリンピックに出場。成績は以下の通り。
- 個人ロードレース - 途中棄権
- 4000m団体追い抜き - 19位
- タンデムスプリント - 一次予選敗退[1]

また、1952年フランス・パリでの世界選手権の個人ロードレースにも出場しているが途中棄権。
その後、競輪選手となった。主な実績として、1953年に行われた玉野競輪場開設3周年記念後節優勝等がある。選手登録削除日は不詳。